# 에디 게레로
에디 게레로(Eddie Guerrero, 본명: 에두아르도 고리 게레로 엘런스 Eduardo Gory Guerrero Llanes, 1967년 10월 9일 ~ 2005년 11월 13일)는 멕시코계 미국인 프로레슬링선수다. 부인으로 비키 게레로가 있으며 조카인 차보 게레로와 딸인 샤울 게레로 또한 프로 레슬링 선수이다. 피니쉬 무브먼트로는 프로그 스플래쉬가 있다. 에디 게레로는 프로그 스플래쉬의 교과서라 불리며, 정석과도 같은 프로그 스플래쉬를 작렬하였으며, 그의 사후 지인들이 그의 피니쉬 무브를 사용하기 시작했다. 또한 준피니쉬급 기술로는 쓰리 아미고스(트리플 슈플렉스)를 사용했는데, 이 기술 또한 지인들이 사용하며 그를 추모하고, 기리기도 하였다.

## 생애
프로레슬링 명문인 게레로 가문의 일원이며, 1987년 멕시코의 프로레슬링 단체인 아시스텐시아 아세소리아 이 어드미니스트레이션에서 프로레슬링 무대에 데뷔하였다. 이후 1993년부터 1996년까지 신일본 프로레슬링에서 활동했으며 그 뒤 잠시 익스트림 챔피언십 레슬링 소속으로 뛰다가 1996년부터 월드 챔피언십 레슬링에서 본격적으로 활약하였다. 이후 2000년부터 WWE에서 활동하다 2001년 잠시 독립단체 소속으로 뛰었으며 2002년 WWE로 복귀해 활약하였다.
게레로는 자신의 프로 경력 동안 총 23번의 챔피언 자리에 올랐으며 WWE 월드 헤비웨이트 챔피언에서 1차례 및 WWE 크루저웨이트 챔피언에서 2차례 우승을 차지했다. 이외에도 WWE 태그팀 챔피언에서 4회 우승했으며 WWE 유나이티드 스테이츠 챔피언과 WWE 유나이티드 스테이츠 챔피언에서 각각 한 차례 정상에 올랐다. 또한 WWE 유러피언 챔피언십과 WWE 인터콘티넨털 챔피언십에서 각각 2회 정상에 올랐으며 ECW 월드 텔레비전 챔피언 또한 2회 우승을 차지하였다. 이외에도 역대 11번째 트리플 크라운 챔피언십과 역대 6번째 그랜드 슬램 챔피언십에 올랐다.
경기에서 이기기 위해서 어떠한 수법도 가리지 않는 "라티노 히트(Latino Heat)"라는 기믹을 보유한 것이 특징이며 캐치프레이즈는 "아이 라이브! 아이 치트 아이 스틸!"("I Lie! I Cheat! I Steal!"이며 경기 등장시에 주로 사용된다. 〈치팅 데스 스틸링 라이프(Cheating Death Stealing Life)〉라는 자서전을 내기도 했다.
선수 생활 대부분 동안 악역을 맡았음에도 불구하고 젊은 팬들 위주로 많은 인기를 얻었으며 게레로 가문에서 가장 성공한 프로레슬링선수가 되었다. 게레로는 역대 프로레슬링선수 중 가장 뛰어난 기술을 가진 선수 중 한 명으로 간주되나 알코올 중독이나 진통제 등의 약물 남용등 경기 외적으로 많은 문제를 일으켰다.
2005년 11월 13일 미네소타주 미니애폴리스에 있는 한 호텔에서 의식을 잃은 채로 차보 게레로에 의해 발견되었고 즉시 심폐소생술을 실시했으나 구조대원이 현장에 도착했을 때에는 이미 사망한 뒤였다. 부검 결과 사인은 심혈관계 질환인 죽상동맥경화증으로 인한 심근 경색인 것으로 밝혀졌다.
사망 이후 WWE는 11월 15일 WWE 러를 통해 게레로를 추모하는 행사가 벌어졌으며 레이 미스테리오, 존 시나, 크리스 벤와 등 다수의 프로레슬링 선수들이 참석하였다.

## 수상

### 대회
- WWE
  - WWE 챔피언십 1회
  - WWE 인터콘티넨털 챔피언십 2회
  - WWE 태그팀 챔피언 (구 버전) 4회 (차보 게레로 2회, 다지리 요시히로 1회, 레이 미스테리오 1회)
  - WWE 유나이티드 스테이츠 챔피언십 1회
  - WWE 유러피언 챔피언십 2회
- 월드 챔피언십 레슬링
  - WCW 크루저웨이트 챔피언십 2회
  - WCW 유나이티드 스테이츠 챔피언십 1회
- 익스트림 챔피언십 레슬링
  - ECW 월드 텔레비전 챔피언십 2회
- 그 외 단체들
  - AAA 월드 태그팀 챔피언십 1회 (아트 바 1회)
  - IWA 미드 사우스 헤비웨이트 챔피언십 1회
  - LAWA 헤비웨이트 챔피언십 1회
  - PWF 월드 태그팀 챔피언십 1회 (헥터 게레로 1회)
  - WWA 인터내셔널 크루저웨이트 챔피언십 1회
  - WWA 트리오스 챔피언십 1회 (차보 게레로 (1세), 만도 게레로 1회)
  - WWA 월드 웰터웨이트 챔피언십 1회

### 개인
- 2006년 WWE 명예의 전당 헌액
- 2006년 레슬링 옵저버 뉴스레터 명예의 전당 헌액
- 제11대 트리플 크라운 챔피언십
- 제6대 그랜드 슬램 챔피언십